# Madrid Ladies Masters
De Madrid Ladies Masters was een jaarlijks golftoernooi voor vrouwen in Spanje, dat deel uitmaakte van de Ladies European Tour. Het toernooi werd opgericht in 2007 en het vond tot de laatste editie, in 2009, telkens plaats op de Casino Club de Golf Retamares in de Spaanse hoofdstad Madrid.
Het toernooi werd gespeeld in een strokeplay-formule van drie ronden en na de tweede ronde werd de cut toegepast.

## Winnaressen
| Jaar | Winnares         | Score | Score | Info                               |
| ---- | ---------------- | ----- | ----- | ---------------------------------- |
| 2007 | Martina Eberl    | 206   | –13   | [ 1 ]                              |
| 2008 | Gwladys Nocera   | 208   | –11   | [ 2 ]                              |
| 2009 | Azahara Muñoz po | 203   | –16   | Won de play-off van Anna Nordqvist |

| Toernooirecord |  | po = winnares na play-off |